# Erdmuthe Meyer zu Bexten
Erdmuthe Meyer zu Bexten (* 10. Oktober 1962 in Unna/Westfalen) ist Informatikerin und Beauftragte des Landes Hessen für barrierefreie IT.

## Leben
Nach einem Studium der Informatik mit Nebenfach Theoretische Medizin an der Universität Dortmund war Erdmuthe Meyer zu Bexten von 1989 bis 1994 als Wissenschaftliche Mitarbeiterin am Fraunhofer-Institut für Mikroelektronische Schaltungen und Systeme (IMS) in Duisburg tätig. Im August 1992 promovierte sie zur Dr. rer. nat. am Fachbereich Informatik der Universität Dortmund, wo sie von 1994 bis 1996 als wissenschaftliche Mitarbeiterin tätig war.
Im August 1996 wurde sie zur Professorin für praktische Informatik an der Technischen Hochschule Mittelhessen (THM) berufen, wo sie 1998 das „Zentrum für blinde und sehbehinderte Studierende“ (BliZ) gründete und bis 2021 leitete.
Sie ist Leiterin des Prüfungsausschusses für IT-Fachinformatiker und IT-System-Elektroniker bei der IHK Gießen-Friedberg und Mitglied der Ethikkommission der Hochschulen für Angewandte Wissenschaft (HAW) Hessen.
Seit September 2018 ist sie zunächst zur Ehrenamtlichen Beauftragten der hessischen Landesregierung für barrierefreie IT ernannt worden und seitdem für die Umsetzung und Einhaltung der Richtlinie (EU) 2016/2102 zuständig.
Seit dem 21. September 2018 ist sie die Leiterin des neu geschaffenen Landeskompetenzzentrums für barrierefreie IT (LBIT) sowie der Durchsetzungs- und Überwachungsstelle, die am Regierungspräsidium Gießen angesiedelt ist.

## Werke
- Erkrankungen im Strafvollzug. Verlag für Polizeiwissenschaften, Frankfurt am Main, 2012
- Der Weg über die Hemmschwelle. Verlag für Polizeiwissenschaften, Frankfurt am Main, 2007
- Ausbildung und Integration / Behinderte Menschen in der Arbeitswelt, DIHK-Gesesllschaft für Berufliche Bildung, 2003
- Der wissenschaftliche Vortrag. Hanser Verlag, München, 1996